# Egypont-kompaktifikáció
Az egypont-kompaktifikáció (más néven Alekszandrov-bővítés vagy Alekszandrov-kompaktifikáció) olyan eljárás a topológiában, amelynek segítségével egy topologikus teret kompakt térré alakíthatunk úgy, hogy az eredeti tér alaphalmazához hozzáveszünk egy újabb pontot, az eredeti topológiához pedig hozzáadunk további nyílt halmazokat. Az eredeti tér nyílt halmazai az új térben is nyíltak lesznek, és az új tér nyílt halmazainak az eredeti térbeli részei az eredeti térben is nyíltak. Az eljárást Pavel Alekszandrov írta le először egy 1923-as cikkében.

## Konstrukció
Legyen {\displaystyle (X,\tau )} topologikus tér, és legyen {\displaystyle t\notin X}. Definiáljuk az {\displaystyle (X^{\prime },\tau ^{\prime })} teret úgy, hogy {\displaystyle X^{\prime }=X\cup \{t\}}, és az új tér nyílt halmazainak {\displaystyle \tau ^{\prime }} családja pedig álljon az eredeti tér nyílt halmazaiból, valamint azoknak a halmazoknak a komplementeréből, amelyek az eredeti térben zártak és kompaktak. Az így konstruált {\displaystyle (X^{\prime },\tau ^{\prime })} páros topologikus teret alkot. Az eredeti tér nyílt halmazai a definíció szerint az új térben is nyíltak, az új tér nyílt halmazainak az eredeti térbeli részei pedig az eredeti térben is nyíltak.

## Példa

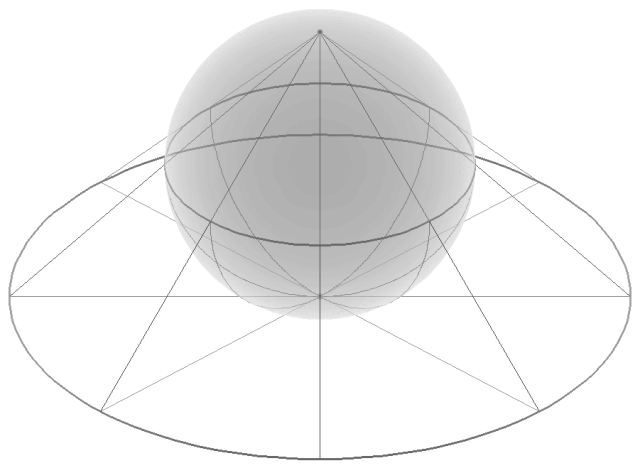
Gömb sztereografikus projekciója az északi sarkból a gömb alatt elterülő síkra.

Az egypont-kompaktifikációra szemléletes példát ad a gömbfelület sztereografikus projekciója a síkra. A sztereografikus projekció során a {\displaystyle (0,0,{1 \over 2})} középpontú {\displaystyle S^{2}} egységgömböt a {\displaystyle P=(0,0,1)} pontból az {\displaystyle xy} síkra vetítjük, amivel (a szokásos euklideszi topológia mellett) homeomorf leképezést adunk meg a sík és az {\displaystyle G=S^{2}\setminus P} pontozott gömbfelület között, hiszen a sík nyílt halmazainak az ősképei éppen a pontozott gömbfelület nyílt halmazai lesznek, és viszont. A pontozott gömbfelület kompakttá tételének módja szemléletesen nyilvánvaló: elegendő a hiányzó {\displaystyle P} pontot hozzávenni a halmazhoz (és annak nyílt környezeteit a topológiához), és így a {\displaystyle S^{2}} kompakt gömbfelületet kapjuk. Ha most a sztereografikus projekciót kiterjesztjük úgy, hogy a síkhoz hozzáveszünk egy {\displaystyle P}-nek megfelelő {\displaystyle P^{\prime }} pontot, aminek nyílt környezetei {\displaystyle P} nyílt környezeteinek képei lesznek, akkor éppen a sík egypont-kompaktifikációját kapjuk.